# Aspilota brachyptera
Aspilota brachyptera är en stekelart som beskrevs av Robert A.Wharton 1980. Aspilota brachyptera ingår i släktet Aspilota och familjen bracksteklar. Inga underarter finns listade.